# Thunderstruck
A Thunderstruck az AC/DC egyik leghíresebb dala, amely az együttes 1990-es The Razors Edge című lemezének nyitó száma is egyben. A zenekar szerint azért ezt a címet választották, mert tökéletesen passzol a „mennydörgés” téma a csapat áram, erő témájához (AC/DC = egyenáram/váltóáram). A csapatra jellemző volt az áram témájú lemezborítók, dalok. 4 perc 52 másodpercig tart. Egyes országokban, például Németországban vagy Japánban kislemez készült a dalból (single), amelynek a B oldalán a Fire Your Guns című dal szerepel. A 2Cellos nevű horvát együttes feldolgozta a számot, csellón, a 2015-ös Celloverse című albumukon. A Thunderstruck a zenekar egyik legismertebb dalának számít, és szinte minden koncertjén eljátssza a számot az AC/DC. Több filmben és tévéműsorban is feltűnik a dal. Egyéb együttesek, zenészek is feldolgozták már a Thunderstruck című számot.

## Közreműködtek
- Brian Johnson – éneklés
- Angus Young – gitár
- Malcolm Young – ritmusgitár, háttér-éneklés
- Cliff Williams – basszusgitár, háttér-éneklés
- Chris Slade – dobok, ütőhangszerek
- Bruce Fairbairn – producer